# Architekturzentrum Wien
Das Architekturzentrum Wien (Az W) im MuseumsQuartier in Wien ist ein Architekturmuseum. Es zeigt, diskutiert und erforscht, wie Architektur und Stadtentwicklung das tägliche Leben aller Menschen prägen. Das breite Programm des Architekturzentrum Wien versteht sich als Brücke zwischen Fachwelt und Alltagsexperten sowie -expertinnen. Auf einer Fläche von 2000 m² präsentiert das Az W internationale Themenausstellungen, die neue Schausammlung „Hot Questions – Cold Storage“ und insgesamt über 500 Veranstaltungen im Jahr, von Symposien, Workshops, Vorträgen bis zu Führungen, Stadtexpeditionen, Filmreihen und Hands-On-Formaten.

## Geschichte
1993 wurde das Architekturzentrum Wien auf Initiative von Bund und Stadt Wien gegründet. Damit wurde ein bedeutendes Zeichen gesetzt, dass Architektur zu den herausragenden Leistungen der österreichischen Kultur gehört.
Nach 8 Jahren des provisorischen Ausstellungsbetriebes wurde 2001 das Architekturzentrum Wien im heutigen MuseumsQuartier wesentlich erweitert und neu eröffnet.
Das österreichweit einzige Architekturmuseum hat seit seiner Gründung unter Dietmar Steiner (Direktor Az W 1993–2016) stets nach der gesellschaftlichen Dimension von Architektur gefragt. Seit 2017 ist Angelika Fitz Direktorin des Az W und leitet das Haus gemeinsam mit Karin Lux, Geschäftsführerin (seit 2004). Ziel war und ist es, Architektur vielschichtig zu verankern und einer breiten Öffentlichkeit bekannt und erfahrbar zu machen.

## Leitung
- 1993–2016: Dietmar Steiner[1]
- seit 2017: Angelika Fitz[2]

## Ausstellungen und Sammlung
Das Az W hat sich international als herausragender Ort zur Vermittlung und Erforschung von Architektur etabliert. Es bietet ein umfangreiches Service für Forscher und Forscherinnen und alle Architekturinteressierten. Dazu zählen eine öffentliche Fachpräsenzbibliothek, die online Baudatenbank „Architektur Austria Gegenwart“, das online Architekten- und Architektinnenlexikon sowie eine einzigartige Sammlung zur österreichischen Architektur des 20. und 21. Jahrhunderts.
Zu den bahnbrechenden Ausstellungen gehören unter anderem die bis dahin unbekannte Geschichte der Sowjetmoderne, die weltweit ersten Ausstellungen zum Rural Studio und zu Assemble, die Ausstellungen „Critical Care. Architektur für einen Planeten in der Krise“, „Boden für Alle“ sowie „Wien. Die Perle des Reiches. Planen für Hitler“, die erstmals das Baugeschehen in Wien während der NS-Zeit aufarbeitete. Ausstellungen wie „The Austrian Phenomenon“ oder „Lessons from Bernard Rudofsky“ widmeten sich der internationalen Rezeption des österreichischen Erbes, während Projekte wie „Chinaproduction“ und „Balkanology“ die Zusammenhänge zwischen globalen Kapitalströmen und lokalen Kontexten sichtbar machten. Dazu reihen sich erfolgreiche monografische Präsentationen wie Bogdan Bogdanović, Alexander Brodsky. Mit der Ausstellung „Downtown Denise Scott Brown“ startete das Az W 2018 als erstes Architekturmuseum eine Serie von Soloschauen mit Architektinnen, gefolgt von den Ausstellungen „Tatiana Bilbao Estudio“ 2021 und „Yasmeen Lari. Architektur für die Zukunft“ 2023. Einen Blick hinter die Kulissen der Architekturproduktion gaben die Ausstellungen „Architektur beginnt im Kopf“ und „Form folgt Paragraph“. Ein weiterer Schwerpunkt galt und gilt der Architekturfotografie, die u. a. mit Margherita Spiluttini prominent in der Sammlung vertreten ist.